# Beauvilliers (Eure-et-Loir)
Beauvilliers település Franciaországban, Eure-et-Loir megyében. Lakosainak száma 342 fő (2022. január 1.). Beauvilliers Allonnes, Les Villages Vovéens, Moutiers, Boisville-la-Saint-Père, Prasville és Theuville községekkel határos.

## Népesség
A település népességének változása:
| Lakosok száma | 343  | 202  | 210  | 294  | 335  | 338  | 335  | 339  | 343  | 342  |
|               | 1968 | 1982 | 1990 | 2006 | 2013 | 2015 | 2017 | 2019 | 2020 | 2022 |